# جاكوب هاشيموتو
جاكوب هاشيموتو (بالإنجليزية: Jacob Hashimoto)‏ هو فنان أمريكي، ولد في 1973.